# ريان هادون
ريان هادون (بالإنجليزية: Ryan Haddon)‏ هي منتجة تلفزيونية وصحفية أمريكية، ولدت في 17 أبريل 1971 في الولايات المتحدة.

## وصلات خارجية
- ريان هادون على موقع IMDb (الإنجليزية)